# Peter Waterfield
Peter Graham Waterfield (London, 1981. március 12. –) olimpiai ezüstérmes brit műugró.

## Élete

### Magánélete
A brit olimpikon 1981-ben született Londonban, Jackie és Jim Waterfield harmadik gyermekeként. Feleségével, Tania-val – akivel 2007 augusztusában házasodtak össze – és két fiával – Lewisszel és Marshallal – az angliai Southamptonban élnek.

### Sportkarrierje
Hazáját négy olimpián is képviselte. 2000-ben Sydney-ben, majd az ezt követő athéni (2004) és pekingi (2008) ötkarikás játékokon, végül utoljára a hazai rendezésű londoni olimpián 2012-ben. A sikert Athén hozta meg számára, ahol társával, Leon Taylorral a férfiak 10 méteres szinkronműugró számának döntőjében ezüstérmet szerzett. Ugyanitt az egyéni toronyugrás döntőjében az 5. helyen végzett, míg szinkronugró csapattársa, Taylor a hatodik lett. Tizenkilenc esztendősen Sydneyben, első olimpiáján – ugyancsak Taylorral – a 4. helyen végzett, csakúgy mint tizenkét évvel később – 31 évesen – Londonban, de már Tom Daley-vel párban.
A 2002-es manchesteri nemzetközösségi játékokon – Anglia színeiben – aranyérmes lett egyéni toronyban, négy évvel később Melbourne-ben a dobogó második fokára állhatott fel.
A londoni világkupán (2012) bronzérmes lett toronyban, míg szinkron toronyugrásban (Tom Daley-vel) hetedikként zárt.
2013 januárjában jelentette be visszavonulását.

## Eredmények
| Sportesemény                                            | Versenyszámok | Versenyszámok | Versenyszámok | Versenyszámok | Versenyszámok |
| Sportesemény                                            | 1 m           | 3 m           | 3 m szinkron  | 10 m torony   | 10 m szinkron |
| ------------------------------------------------------- | ------------- | ------------- | ------------- | ------------- | ------------- |
| 2000-es nyári olimpia, Sydney                           | –             | –             | –             | 33.           | 4.            |
| 2002-es nemzetközösségi játékok, Manchester             | –             | 8.            | –             |               | –             |
| 2004-es nyári olimpia, Athén                            | –             | –             | –             | 5.            |               |
| 2006-os Grand Prix, Victoria                            | –             | –             | –             | 14.           | –             |
| 2006-os Grand Prix, Ft. Lauderdale                      | –             | –             | –             |               | –             |
| 2006-os nemzetközösségi játékok, Melbourne              | 4.            | –             | –             |               | –             |
| 2007-es Grand Prix, Ft. Lauderdale                      | –             | –             | –             | 6.            | –             |
| 2007-es úszó vb., Melbourne                             | –             | –             | –             | 10.           | –             |
| 2008-as Grand Prix, Madrid                              | –             | –             | –             | 4.            | –             |
| 2008-as műugró-világkupa, Peking                        | –             | –             | –             | 8.            | –             |
| 2008-as Grand Prix, Ft. Lauderdale                      | –             | –             | –             | 4.            | –             |
| 2008-as Grand Prix, Rostock                             | –             | –             | –             | 4.            | –             |
| 2008-as nyári olimpia, Peking                           | –             | –             | –             | 13.           | –             |
| 2009-es úszó vb., Róma                                  | 4.            | –             | –             | –             | –             |
| 2010-es műugró-világkupa, Csangcsou                     | –             | –             | –             | 6.            | 6.            |
| 2010-es Grand Prix, Rostock                             | –             | –             | 12.           |               | 5.            |
| 2010-es Grand Prix, Montréal                            | –             | –             | 5.            | 4.            | 4.            |
| 2011-es műugró világkupa-sorozat, 3. állomás, Sheffield | –             | –             | –             | 4.            |               |
| 2011-es úszó vb., Sanghaj                               | –             | –             | –             | 11.           | 6.            |
| 2012-es műugró-világkupa, London                        | –             | –             | –             |               | 7.            |
| 2012-es műugró világkupa-sorozat, 2. állomás, Peking    | –             | –             | –             |               |               |
| 2012-es műugró világkupa-sorozat, 4. állomás, Tijuana   | –             | –             | –             | 6.            |               |
| 2012-es nyári olimpia, London                           | –             | –             | –             | 23.           | 4.            |